# Ischnorhina notabilis
Ischnorhina notabilis är en insektsart som först beskrevs av Walker 1858.  Ischnorhina notabilis ingår i släktet Ischnorhina och familjen spottstritar. Inga underarter finns listade i Catalogue of Life.